# Rio Pau-d'arco
Rio Pau-d'arco (portugisiska: Rio Pau-d’arco) är ett vattendrag i Brasilien.   Det ligger i delstaten Pará, i den centrala delen av landet, 900 km norr om huvudstaden Brasília.
Omgivningarna runt Rio Pau-d'arco är huvudsakligen savann. Runt Rio Pau-d'arco är det mycket glesbefolkat, med 6 invånare per kvadratkilometer.